# Приключения Михея Кларка
«Приключения Михе́я Кла́рка», также «Приключения Ми́ка Кла́рка», «Приключения Ми́ки Кла́рка», «Приключения Ми́каха Кла́рка» (англ. Micah Clarke) — историко-приключенческий роман британского писателя Артура Конан Дойла, повествующий о восстании Монмута. Написан в начале 1888 года на основании проработки большого объёма исторической литературы. Посвящён матери писателя, Мэри Дойл.
Рукопись была скептически воспринята многими издательствами и была принята в печать в 1889 году только благодаря протекции историка и литератора Эндрю Лэнга. После публикации, однако, роман оказался бестселлером, был благожелательно принят как публикой, так и критикой. В дальнейшем это произведение удостаивалось высоких оценок со стороны ряда британских исследователей и литераторов.
Сам Дойл придавал большое значение «Кларку», который стал для него первым произведением исторического жанра и одним из наиболее значительных по объёму художественных произведений вообще. По признанию автора, именно успех «Кларка» подвиг его к созданию последующих историко-приключенческих произведений.

## Сюжет

### Фабула
Роман посвящён драматическим событиям 1685 года — неудачному восстанию, поднятому герцогом Монмутом с целью свержения короля Якова II, в ходе которого мятежники пытались использовать в своих целях недовольство преимущественно протестантского английского общества стремлением монарха к восстановлению католицизма в качестве государственной религии.
Повествование выдержано в духе автобиографии: главный герой книги Михей Кларк, житель гэмпширского Хэванта, на склоне лет рассказывает внукам о событиях своей молодости. Запись истории приписывается одному из троих внуков героя, Иосифу.
В начале повествования 21-летний Кларк предстаёт неискушённым юношей из крайне консервативной протестантской семьи среднего достатка, немного тяготящимся строгими домашними устоями, любознательным и мечтающим о приключениях. После известий о высадке Монмута в Лайм-Риджисе Михей при горячей поддержке отца, ревностного индепендента, ратующего за свержение короля-католика, отправляется на запад южной Англии, чтобы присоединиться к войскам мятежного герцога. Компанию ему составляет Децимус Саксон — опытный офицер-наёмник, ветеран многих европейских войн, решивший примкнуть к мятежникам по меркантильным соображениям. Столкновение между двумя весьма различными характерами — прямодушным идеалистом Кларком и беспринципным циником Саксоном — порождает по ходу развития сюжета немало споров и даже конфликтов. По пути на запад к ним присоединяются друг детства Кларка Рувим Локарби и разорившийся молодой аристократ Гервасий Джером — эти четверо становятся главными персонажами произведения. Наряду с ними и другими вымышленными героями в романе выведено немало реальных исторических личностей.

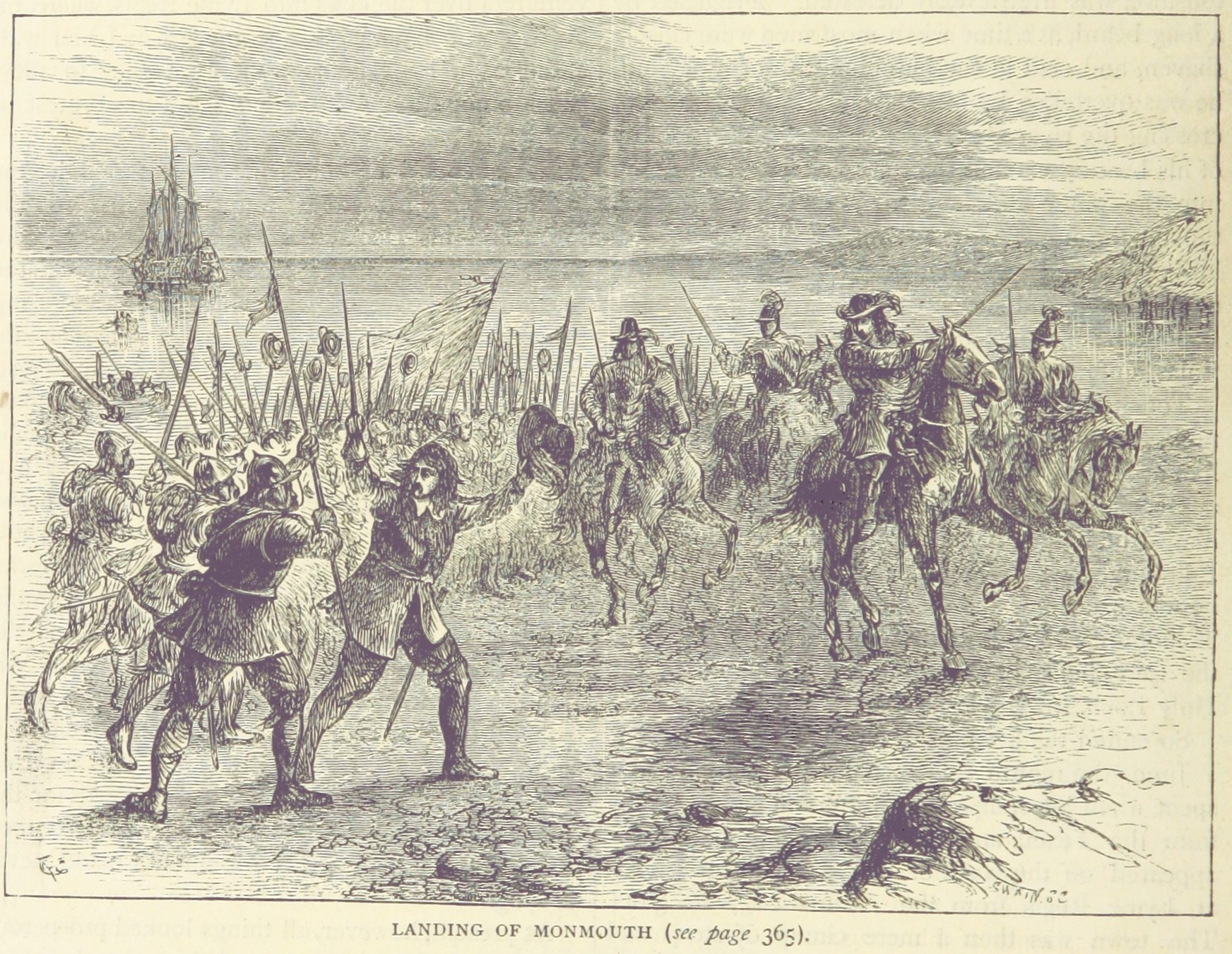
Высадка Монмута в Лайм-Реджисе — отправной пункт развития сюжета романа

В произведении даётся обстоятельная картина английских социальных и культурных реалий последней четверти XVII века. Подробно описываются военные приготовления сторонников Монмута, к которым четверка спутников присоединяется в Таунтоне, и марш их войска по юго-западной Англии. Кульминацией становится поражение мятежников в Седжмурской битве, после чего рассказывается о жестоких репрессиях, постигших участников восстания. В описаниях событий похода и множества опасных приключений, которые доводится пережить Кларку, присутствуют как трагические тона, так и элементы юмора. Особое внимание уделено религиозным аспектам конфликта: враждебным отношениям  между протестантами и католиками, а также острым противоречиям между представителями различных протестантских деноминаций. По ходу повествования Михей не только набирается жизненного и военного опыта, но и постепенно разочаровывается в религиозном экстремизме, становясь в итоге сторонником веротерпимости. Обращаясь к внукам, он подчёркивает выгодное отличие их времён, когда «никто не помешает думать и молиться так, как вы захотите», от поры своей юности, и призывает не забывать тех, кто ценой страданий и кровопролития завоевал столь желанную свободу.

### Структура, хронологические и географические рамки
Роман разделён на 36 глав, пролог и эпилог не выделены. Основные хронологические вехи указаны совершенно чётко. Семидесятилетний Михей Кларк (1664 год рождения упоминается в первой главе) ведёт своё повествование зимой 1734 года, рассказывая троим внукам о событиях 49-летней давности.

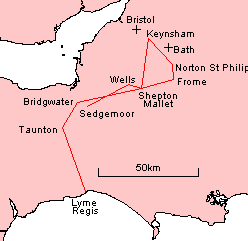
Карта похода войска Монмута, описанию которого посвящена бо́льшая часть романа

Динамика развития сюжета неравномерна: первые три главы романа, повествующие о детстве и отрочестве Михея, охватывают два десятилетия, тогда как основная сюжетная линия произведения, содержащаяся в главах с IV по XXXIII, укладывается в двухмесячный период — с конца первой недели мая до 7 июля 1685 года, дня Седжмурской битвы. В этой части романа многие события имеют точную датировку, иногда описание одного дня занимает несколько глав. В главах XXXIV и XXXV сюжет развивается в период с 7 июля по 10 сентября 1685 года, а в главе XXXVI описывается дальнейшая судьба основных героев.
Действие первых семи глав происходит в Хэванте, небольшом населённом пункте на юге графства Суррей, который, как следует из слов рассказчика, был в ту пору ещё не городом, а достаточно небольшой деревней. Отправившийся в самом конце главы VII на запад страны Кларк проезжает через территорию графств Дорсет и Сомерсет. Его путь до сомерсетского Таунтона занимает девять глав — с VIII по XVI: автор с большими подробностями описывает местность, последовательно указывает названия городов и деревень, которые минуют Михей и присоединившиеся к нему спутники. В Таунтоне главные герои пребывают до главы XXVII — за вычетом поездки Кларка в Бадминтон-хаус, находящийся на юге Глостершира, которая занимает три главы с XXIII по XXV. В последующих шести главах описывается неудачный марш войска Монмута на Бристоль через Бриджуотер, Гластонбери, Уэлс, Фрум и Кейншэм, его возвращение в Бриджуотер и последнее сражение в Седжмуре к востоку от Бриджтауна. Арестованный после битвы Кларк около трёх недель находится в заключении в Бриджуотере, после чего его переводят в Таунтон (главы XXXIII—XXXIV). В Таунтоне же происходит и суд над мятежниками, а финальная сцена романа разворачивается в порту Пула (глава XXXV).

### Основные персонажи

#### Вымышленные герои[~ 2]
- Михей Кларк (англ. Micah Clarke). Двадцатиоднолетний сын хэвантского кожевенника. Образование ограничивается годом учёбы в школе соседнего с Хэвантом Петерсфилда[англ.]. При этом, несмотря на неприязнь отца к светским книгам, имеет большую тягу к художественной и научной литературе. По собственному признанию, задумчив, мечтателен и достаточно флегматичен. Обладает мощным телосложением и незаурядной физической силой[20].

- Рувим Локарби (англ. Reuben Lockarby). Лучший друг Кларка, на год младше его. Сын хэвантского трактирщика, воспитан в несколько менее строгих условиях, чем Михей. Веселый, жизнерадостный и немного неуклюжий невысокий толстяк. Будучи равнодушным к лозунгам Монмута, в поход отправляется только ради того, чтобы не оставить товарища[21].
- Децимус Саксон (англ. Decimus Saxon). Профессиональный военный лет пятидесяти с большим опытом наёмничества в различных армиях Европы. Немец по рождению, не имеет никаких религиозных или политических убеждений, однако при необходимости умело их имитирует. Поступает на службу к Монмуту, рассчитывая на вознаграждение и карьерное продвижение в случае успеха восстания. Очень высокого роста и худощавый, выдающийся пловец и виртуозный фехтовальщик[22].
- Гервасий Джером (англ. Gervas Jerome). Дворянин в титуле баннерета лет на пять старше Кларка. За годы великосветской жизни в Лондоне полностью промотал унаследованное состояние. Изящного телосложения, обладатель изысканных манер, модник и щеголь. Остроумец, склонный к самоиронии, отличается редким хладнокровием[23].
- Иосиф Кларк (англ. Joseph Clarke). Отец Михея, пожилой преуспевающий кожевенник. В молодости сражался в войсках Кромвеля, за отличие в Битве при Данбаре получил чин корнета. Среди односельчан известен под прозвищем «Кирасир Джо». Сохраняет приверженность идеалам круглоголовых. Индепендент, доходящий в своих религиозных убеждениях до фанатизма[24].
- Мэри Кларк (англ. Mary Clarke). Мать Михея, женщина средних лет. Принадлежит к англиканской церкви и, несмотря на многолетние увещевания мужа, не меняет своих религиозных воззрений. Пользуется авторитетом среди односельчан как рачительная хозяйка, большая мастерица по части кулинарии и народной медицины[25].
- Захария Пальмер (англ. Zachary Palmer). Старый хэвантский плотник, имеющий заслуженную репутацию сельского философа. Обладатель большой библиотеки, играет важнейшую роль в приобщении Михея к литературе и наукам. Проповедует гуманистические идеи, чем также воздействует на главного героя[26].
- Соломон Спрент (англ. Solomon Sprent). Отставной одноногий моряк средних лет, проживающий в Хэванте. Его, как и Пальмера, Кларк считает своим наставником. Именно рассказам Спрента о путешествиях и морских сражениях юноша обязан своим стремлением к приключениям[27].
- Гектор Мэрот (англ. Hector Marot). Разбойник-одиночка, орудующий в юго-западной Англии. Человек средних лет, превосходно владеющий оружием и навыками «партизанской» жизни. Периодически проявляет благородство, защищает крестьян от произвола королевских солдат[28].

#### Реальные исторические лица[~ 3]
- Джеймс Скотт, 1-й герцог Монмут[~ 4]. Внебрачный сын короля Карла II. Занимал высокое положение при дворе, хорошо проявил себя в нескольких военных кампаниях. Вынужден был эмигрировать в Нидерланды из-за павших на него подозрений в намерениях захватить престол. Высадившись 30 мая 1685 года в Англии, поднял мятеж против короля Якова II[29].

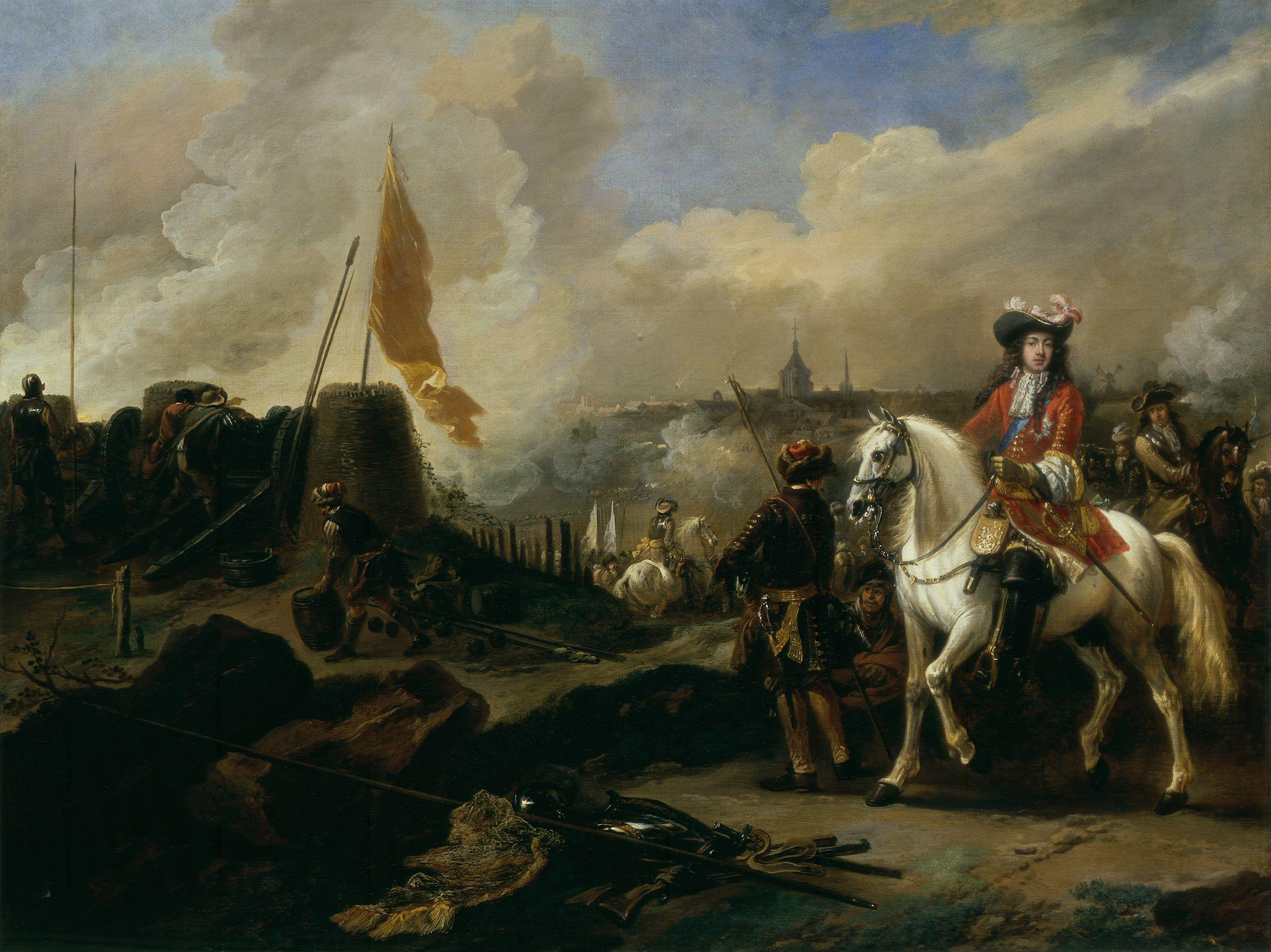
Герцог Монмут — важнейший из исторических персонажей, выведенных в романе

- Форд Грей, 1-й граф Танкервильский[англ.]. Аристократ, осужденный в своё время за адюльтер с собственной свояченицей. Бежав из заключения, присоединился в Нидерландах к Монмуту и стал одним из главных организаторов мятежа[30].
- Натаниэль Вэйд[англ.][~ 5]. Ещё один приближённый Монмута со времен нидерландской эмиграции, активно участвовавший в организации восстания. Адвокат, сторонник республиканского устройства страны[31].
- Роберт Фергюсон[англ.]. Пресвитерианский проповедник радикального толка, участник нескольких антиправительственных заговоров. Доверенное лицо Монмута, главный идеолог восстания[31].
- Стефен Таймвель (англ. Stephen Timewell). Мэр Таунтона, один из богатейших горожан, владелец крупной шерстяной мануфактуры. Человек преклонных лет, убежденный пуританин, недовольный властью Якова II. Без колебаний становится на сторону Монмута, лично руководит формированием городского ополчения и ведёт его в бой в Седжмуре[32].
- Антоний Бойзе[~ 6] (англ. Anthony Buyse). Офицер-бранденбуржец, один из главных военных командиров мятежников. Выведен давним знакомым Децимуса Саксона: эти двое бывалых наёмников в различных европейских войнах то сражались плечом к плечу, то оказывались по разные стороны фронта[33].
- Генри Сомерсет, 1-й герцог Бофорт. Богатый и влиятельный аристократ, возглавивший оборону Бристоля от мятежников. У Дойла занимает выжидательную позицию: публично заявляет о преданности королю, но готов перейти на сторону Монмута, если тот одержит крупную военную победу[34].
- Барон Джордж Джеффрис. Главный судья Англии и Уэльса, руководивший судебными процессами над участниками восстания. Снискал недобрую славу своими жестокими и лицеприятными приговорами[англ.][35].

## Создание произведения

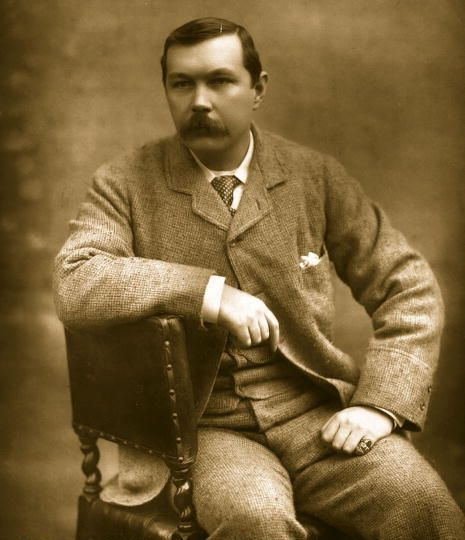
Артур Конан Дойл в 1890 году — вскоре после выхода в свет «Михея Кларка»

Роман относится к числу ранних произведений Конан Дойла: по его словам, «Кларк» был последним плодом первого десятилетия его писательской деятельности. В этот период Дойл жил в южноанглийском курортном городке Саутси, куда он переехал в 1882 году из родного Эдинбурга с тем, чтобы открыть врачебную практику (совсем недалеко от этого места, в Хэванте, он «поселил» главного героя романа). Сроки работы над «Кларком» известны вполне точно: в своей статье «Ювенилия», опубликованной в 1893 году в джеромовском журнале «Лентяй», Дойл рассказывает, что посвятил этому роману 17 месяцев со второй половины 1886 по начало 1888 года, причём целый год ушёл исключительно на работу с источниками, тогда как собственно написание заняло лишь пять месяцев. При этом автор отмечал, что если  предыдущие литературные труды, пришедшиеся на период семейной неустроенности и трудностей в медицинской практике, дались ему весьма нелегко, то для этого, значительно большего по объёму литературного опуса, возможность нашлась относительно легко:
И затем, при более благоприятных обстоятельствах, я написал «Михея Кларка», поскольку пациенты стали послушнее, а я был женат и стал во всех смыслах более умным человеком. Год чтения и пять месяцев писания — и он был готов...
Оригинальный текст (англ.)And then, under more favourable circumstances, I wrote 'Micah Clarke,' for patients had become more tractable, and I had married, and in every way I was a brighter man. A year's reading and five months' writing finished it...
Как следует из мемуаров автора, к моменту начала работы над «Кларком» он уже достаточно долго вынашивал идею историко-приключенческого произведения: именно этот жанр, в его понимании, мог дать возможность для сочетания «должной доли литературного достоинства» с теми сценами остросюжетных приключений, которые населяли в ту пору его пылкое молодое воображение.
Для сюжета был выбран драматический период английской истории, последовавший после реставрации Стюартов, для которого была характерна достаточно напряжённая общественно-политическая обстановка, связанная в первую очередь с обострением межконфессиональных отношений. На такое решение, по признанию Дойла, его подвигло сочувствие к английским пуританам конца XVII века, которое он испытывал вопреки собственной принадлежности к католицизму. По мнению молодого писателя, представители этой части английского общества изображались в британских искусстве и исторической науке преимущественно в карикатурном виде, хотя заслуживали более справедливого отображения — исключения в этом плане, как он подчёркивал, не составляли даже романы искренне любимого им Вальтера Скотта. По убеждению Дойла, единственное объективное описание пуритан той поры дал Томас Бабингтон Маколей в своей «Истории Англии», и именно этот монументальный исторический труд, как он писал позднее, послужил для него источником вдохновения. 
Приступая к роману, писатель изначально рассчитывал на свои достаточно глубокие знания отечественной истории, в том числе почерпнутые из упомянутого исследования Маколея. Тем не менее, серьёзное погружение в тему потребовало довольно длительного изучения ещё ряда специализированных источников, после чего работа над произведением пошла очень быстро и была завершена в начале 1888 года.

## Проблемы с публикацией
В воспоминаниях Дойл признавался, что изначально вполне оптимистично оценивал перспективы публикации «Кларка». К этому его располагала как достаточно высокая оценка своего нового труда, так и расчёт на то, что к этому времени он уже успел приобрести определённую писательскую известность, а его предыдущее произведение «Этюд в багровых тонах», положившее начало рассказам о Шерлоке Холмсе, снискало достаточно широкую популярность. Тем не менее, попытки Дойла пристроить «Михея Кларка» в печать в периодических изданиях были в течение многих месяцев безрезультатными. Своё разочарование по этому поводу он позднее в метафорической форме описал в уже упоминавшейся «Ювенилии»:
Я написал «Михея Кларка»... и решил, что получил в свои руки инструмент, который прорубит мне путь. Да, инструмент был, но первое, что я им разрубил, был мой собственный палец...
Оригинальный текст (англ.)I wrote 'Micah Clarke'... and I thought I had a tool in my hands that would cut a path for me. So I had, but the first thing that I cut with it was my finger...

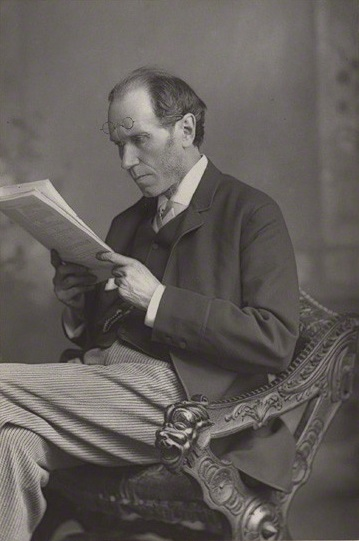
Публицист и издатель Джеймс Пэйн, которого возмутила затея Дойла написать исторический роман

Редакции ряда авторитетных журналов и газет, в которые он обратился, единодушно сомневались в читательском успехе произведения. Хорошо знавший Дойла критик и публицист Джеймс Пэйн, главный редактор литературного альманаха Cornhill Magazine, мнением которого писатель весьма дорожил, своё письмо с отказом в публикации «Кларка» начал с откровенной отповеди: «Как Вы можете, как Вы только можете тратить своё время и свои умственные способности на написание исторических романов!». Известный лондонский издатель Джордж Бентли писал о «Михее Кларке»: «По моему мнению, ему не хватает важнейшего для сочинения качества — интересности, и именно поэтому мы не считаем, что он когда-либо сможет стать популярным в библиотеках или среди публики в целом». Руководство «Blackwood’s Magazine» выразилось чуть более дипломатично: «Налицо несовершенства, которые будут препятствовать успеху. Шансы, что книга завоюет массовый успех, не настолько велики, чтобы обеспечить публикацию». Одним из недостатков, на которые ссылались в редакции этого журнала, была в их представлении недостоверность выведенных в романе характеров: сотрудники Blackwood’s Magazine сочли, что персонажи «Кларка» больше похожи на людей XIX века, чем на людей XVII века.
Не принесло успеха и обращение в таблоид «The People», ориентирующийся на менее притязательные литературные вкусы. Известно, что тамошний рецензент не только выказал несколько серьёзных претензий к рукописи, но и допустил сразу несколько ошибок в обращении к автору — в адресовке письма из редакции Конан Дойл был назван «Доктором А. Корраном Бойлом» (англ. Dr. A. Corran Boyl):
Дорогой сэр! Джентльмен, который читает присланные нам произведения, тщательно ознакомился с Вашим «Михеем Кларком». И хотя в полной мере признаётся, что он написан хорошо и представляет определённый интерес, тем не менее, ни по характеру своего сюжета, ни по своему стилю он не подходит для публикации по частям в такой популярной газете, как «The People». Хотел бы отметить, что большим его недостатком является практически полное отсутствие привлекательности для женщин-читательниц, которые, несомненно, составляют значительную долю наших подписчиков. И, кроме того, в нём нет никакой сенсационности. Благодарю Вас за предложение и прошу прощения за то, что не могу им воспользоваться. Куда и как мы можем возвратить рукопись? 
Оригинальный текст (англ.)Dear Sir! The gentleman who reads our Tales for us has carefully perused your Micah Clarke, and, whilst fully admitting that it is written well, and has much interest of a kind, is not from the nature of its subject or its style suitable for the serial publication in a popular newspaper like The People. I may just mention that one great failure in it is the fact that it has next to no attraction for female readers who form undoubtedly a large percentage of our subscribers. Again it is hardly sensational enough. I thank you for the offer, and am sorry that we cannot make use of the MC. How and where shall we send it?

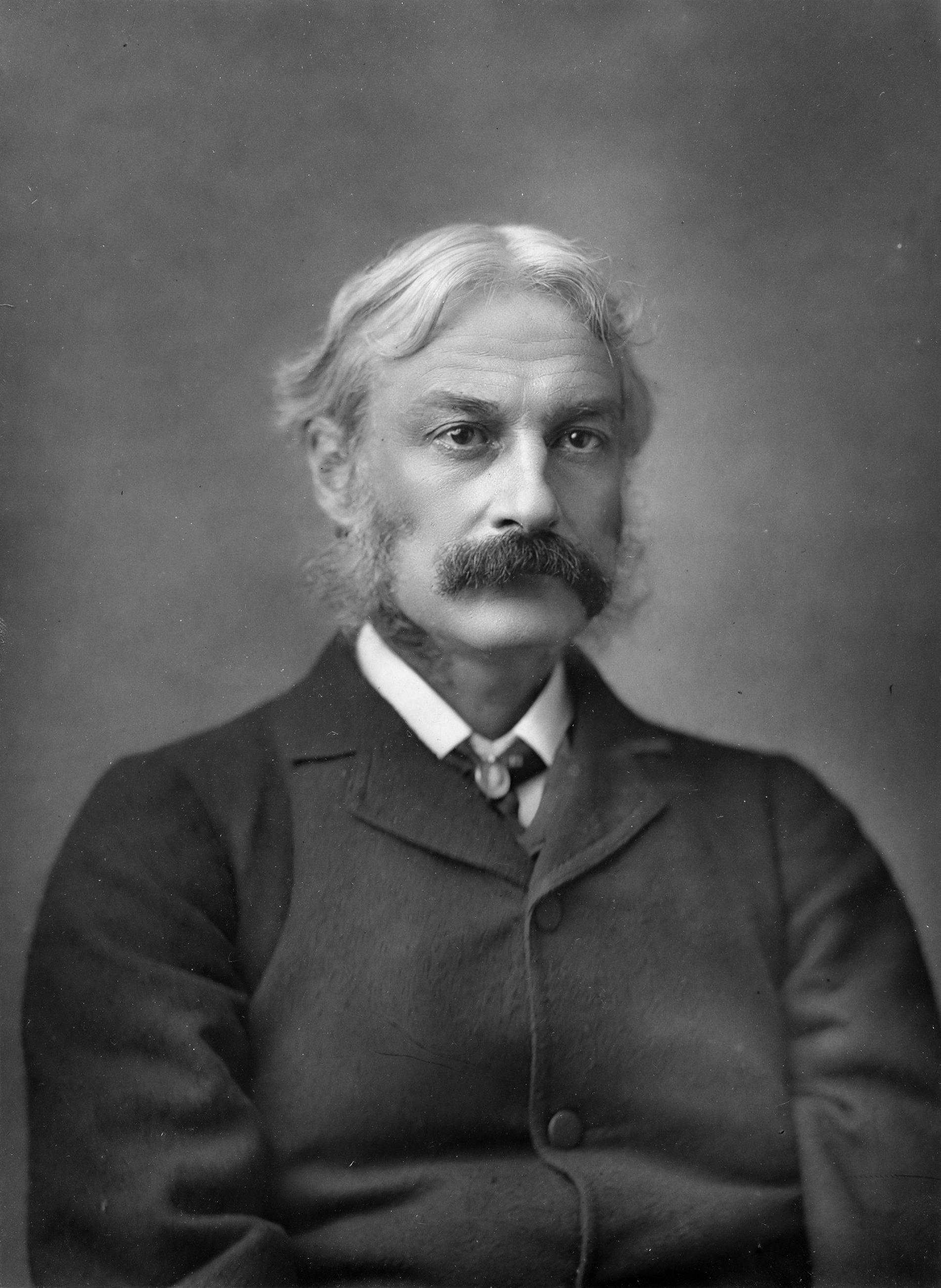
Историк и литератор Эндрю Лэнг, благодаря которому «Приключения Михея Кларка» увидели свет

Череда подобных отказов серьёзно встревожила Дойла. Он признавался, что был весьма подавлен столь невысокой оценкой труда, на который потратил полтора года жизни, и начинал всерьёз задумываться о капитальной переработке романа в более привлекательном для публике ключе. Позже писатель с иронией вспоминал о своей тревоге за судьбу «Кларка»: 
Я помню, как курил над моей потрёпанной рукописью, вернувшейся подышать деревенским воздухом после одной из своих прогулок по городу, и думал, что бы я сделал, если вдруг объявится какой-то спортивный по характеру и отчаянный издатель, который предложит мне за неё сорок шиллингов или около того...
Оригинальный текст (англ.)I remember smoking over my dog-eared manuscript when it returned for a whiff of country air after one of its descents upon town, and wondering what I should do if some sporting, reckless kind of publisher were suddenly to stride in and make me a bid of forty shillings or so for the lot...
Последняя надежда Дойла на публикацию «Кларка» была связана с издательством Longman, куда он направил рукопись осенью 1888 года, и на этот раз обстоятельства благоприятствовали ему. Редакция передала рукопись на рассмотрение известному историку, литератору и публицисту Эндрю Лэнгу, занимавшему в то время пост президента Британского фольклорного общества. Ознакомившись с работой Дойла, Лэнг однозначно рекомендовал её к публикации.

## Выход в свет
Прислушавшись к совету Лэнга, руководство Longman отправило роман в печать и в феврале следующего, 1889 года он увидел свет. Объём книги, выпущенной в формате in octavo (1/8 листа), составил 437 страниц, из которых собственно роман занимал 421 страницу. Ещё 16 приходились на примечания, содержавшие пояснения по различным аспектам исторических реалий, описанных в романе, и анонсы других публикаций издательства, размещённые в конце издания. Таким образом «Михею Кларку» было суждено стать одним из самых крупных по объёму произведений Дойла. Новинка вышла в твёрдом переплёте с тёмно-синим матерчатым покрытием. Все надписи на обложке — название романа и имя автора, указанные как на лицевой странице, так и в верхней части корешка, а также логотип издательства в нижней части корешка — были выполнены золотым тиснением. Иллюстраций в книге не было. Роман был посвящён матери писателя Мэри Дойл (1837 — 1920): посвящение «Моей матери» было размещено на отдельной странице, следовавшей за титульным листом.
Если на лицевой странице обложки содержалось лишь краткое название романа, то на титульном листе оно сопровождалось весьма пространным подзаголовком, занимавшим бо́льшую часть страницы: 
МИХЕЙ КЛАРК
Его история, как она была рассказана троим его внукам Иосифу, Гервасию и Рувиму суровой зимой 1734 года
в которой содержится
Полный отчёт о некоторых эпизодах его ранней жизни вместе с отчётом о его путешествии из Хэванта в Таунтон вместе с Децимусом Саксоном летом 1685 года. Также о приключениях, выпавших на их долю во время Западного восстания, и об их общении с Джеймсом, герцогом Монмутом, лордом Греем и другими знатными лицами. Составлено день за днем по его собственному повествованию Джозефом Кларком и ранее никогда не публиковалось. Теперь впервые собрано воедино, подвергнуто правкам и перемещению отдельных фрагментов на основе оригинальных рукописей
А. Конан Дойлом
Оригинальный текст (англ.)MICAH CLARKE
His statement as made to his three grandchildren during the hard winter of 1734
wherein is contained
A full report of certain passages in his early life, together with some account of his journey from Havant to Taunton with Decimus Saxon in the summer of 1685. Also of the adventures that befell them during the western rebellion, and of their intercourse of James, Duke of Monmouth, Lord Grey, and other persons of quality. Compiled, day after day, from his own narration, by Joseph Clarke, and never previously set forth in print. Now for the first time collected, corrected, & rearranged from the original manuscripts
by
A. Conan Doyle

Гонорар автора был весьма скромным: Дойл в своих мемуарах не называет точную сумму, полученную от Longman за этот роман, однако подсчитывает, что даже с учётом выплаты за «Михея Кларка» его средний годовой заработок за первое десятилетие писательского труда не превысил 50 фунтов стерлингов.

## Первые издания
«Приключения Михея Кларка», по признанию писателя, не произвели громкой сенсации, однако продавалась очень хорошо: успешно реализовав первый тираж, Longman ещё до конца 1889 года выпустило книгу ещё дважды. В начале следующего года Конан Дойл с восторгом сообщал в письме младшему брату Иннесу, что совокупный тираж книги достиг к тому времени десяти тысяч экземпляров — очень внушительной цифры для тех времён. И в последующие годы новые издания выходили одно за другим: до самого конца жизни Дойла роман оставался настоящим бестселлером, его тиражи были бо́льшими, чем у любого из произведений холмсовского цикла.
В изданиях романа первого года иллюстраций не было, однако уже на второй год издания «Кларка» Longman наняло для иллюстрирования книги художника Генри Пэджета, иллюстрации которого с тех пор воспроизводятся во многих изданиях книги в различных странах. Впоследствии Генри Пэджет вместе со своими братьями Сидни и Уолтером проиллюстрировал значительную часть произведений Конан Дойла. Позднее, в 1896—98 годах Longman привлекло для этой работы другого известного британского художника-иллюстратора того времени Харольда Миллара.
В 1893 году книга впервые вышла в Соединённых Штатах. В скором времени как там, так и в Великобритании «Михей Кларк» стал часто выходить без своего изначального внушительного подзаголовка. Кроме того, в обеих этих странах немалыми тиражами выпускались адаптированные версии романа, предназначенные для изучения в школе.
Появление первых переводных изданий книги относится к началу XX столетия. В некоторых случаях зарубежные издатели разделяли роман на части, каждая их которых получала отдельное название. Так, в 1910—11 годах французское издательство Stock выпустило его тремя книгами: «Рекруты Монмута» (фр. Le Recrues de Monmouth), «Капитан Мик Кларк» (фр. Le Capitaine Micah Clarke) и «Седжмурская битва» (фр. Le Bataille de Sedgemoor).

## Оценки

### Отзывы критиков непосредственно после издания
Отклики британских критиков о «Михее Кларке» были самыми позитивными. Новинку сравнивали с наиболее значительными историко-приключенческими произведениями, созданными за предшествовавшие десятилетия. Так, литературный альманах The Academy писал:
Нет никаких сомнений в том, что это лучшее историческое сочинение, увидевшее свет со времени «Похищенного» Р. Л. Стивенсона, и оно достойно того, чтобы стоять в одном ряду с «Похищенным» и той более старой книгой, которая никогда не прискучит ни одному имеющему чувства мальчику или мужчине — «Вперёд, на Запад!» Чарльза Кингсли... С любой точки зрения это одно из самых восхитительных исторических произведений, написанных при жизни нашего поколения...
Оригинальный текст (англ.)This is beyond all doubt the best historical story which has seen the light since Mr. R. L. Stevenson's 'Kidnapped;' and it is worthy to stand between 'Kidnapped' and that older story of which no sensible boy or man is ever tired--Charles Kingsley's 'Westward Ho!' ... It is, from every point of view, one of the most admirable and interesting historical tales written in our generation…
Особенно часто дойловскую новинку сравнивали с вышедшей за двадцать лет до того «Лорной Дун» Ричарда Додриджа Блэкмора, действие которой происходит в тот же исторический период. И если лондонский журнал The World, назвавший «Кларка» «весьма живой и развлекательной романтической историей», счёл его лучшим историческим романом, написанным со времён «Лоры», то из уст известного в тот период публициста и политика барона Роуланда Протеро, будущего главы аграрного ведомства Великобритании, прозвучала ещё более высокая оценка. Выступив с весьма развёрнутой рецензией в авторитетном лондонском издании The Nineteenth Century, он утверждал, что дойловский роман однозначно превосходит «Лору Дун», подчёркивая, что эта книга в большей степени «уводит читателя с заезженного пути, тут и там заставляет дыхание прерываться от восторга, представляет серию ярких картин и в целом оставляет впечатление безупречной симметрии и завершённости». Признавая, что значительная часть публики недолюбливает исторические романы, Протеро призывал читателей оставить предрассудки и во что бы то ни стало прочесть «Михея Кларка».
The Guardian, издававшаяся в то время под названием The Manchester Guardian, назвала книгу «очень читабельной» и посулила Дойлу великолепные перспективы как автору исторических романов. The Spectator назвал новинку «почти шедевром». В журнале Macmillan's Magazine сочли батальные сцены «Кларка» лучшими в английской литературе. В The Windsor Magazine не только высоко оценили батальные сцены, но и заявили, что роман стал великолепным доказательством способности автора «рисовать историю яркими и правдивыми цветами на широком холсте».
Очень тёплый отзыв пришёл из родного города Дойла — Эдинбурга. Одна из ведущих шотландских газет The Scotsman писала:
Если сказать, что мистер Конан Дойл, создав «Михея Кларка», подарил нам книгу для мальчиков, подобные которой выходят нечасто, то это даст весьма неадекватное представление о характере и совершенстве этой книги как литературного произведения. Это работа литературного художника, созданная терпеливым и умелым трудом на основе прочных и долговечных материалов, лучащаяся теплом, светом и красками воображения и юмора...
Оригинальный текст (англ.)If it be said that Mr. Conan Doyle has given us in 'Micah Clarke' a book for boys such as appears at rare intervals, a very inadequate idea may be given of the character and excellence of the book as a work of literature. It is the work of a literary artist, fashioned with patient and skilful labour out of solid and enduring materials, and glowing with the warmth and light and colour of imagination and humour...
Не менее позитивные отклики поступали из-за океана. Как и их британские коллеги, американские комментаторы были склонны сравнивать «Кларка» с историко-приключенческими романами авторов более старшего поколения. Литератор и критик Уильям Мортон Пэйн в издававшемся им журнале The Dial полагал, что новинка ничем не уступает или даже превосходит работы соотечественников Дойла — уже упоминавшегося автора «Лоры Дун» Ричарда Додриджа Блэкмора и Джемса Фруда, притом что последний был профессиональным историком. Нью-йоркские The Sun и New York Press отмечали, что «Кларк» достоин сравнения с романами Р. Л. Стивенсона и обладает многими из качеств, которыми славятся последние. Pittsburgh Dispatch же была ещё более высокого мнения: эта газета утверждала, что «Кларк» превосходит стивенсоновского «Похищенного» благодаря тому, что Дойлу, дескать, удалось лучше погрузить читателя в реалии семнадцатого столетия. San Francisco Chronicle, избегая сравнений, отметила, что более талантливого исторического романа не появлялось уже долгое время. 

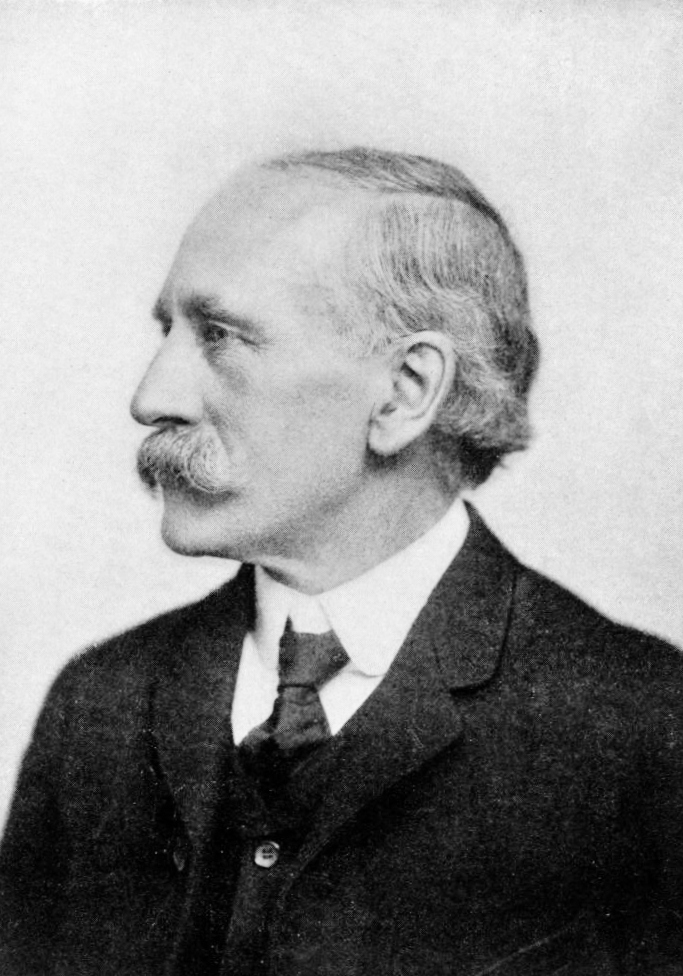
Американский писатель и журналист Хаббертон, Джон, автор хвалебного отзыва на «Михея Кларка» в журнале Cosmopolitan

Бостонский журнал The Literary World делал акцент на весьма мощный и, в то же время, ненавязчивый просветительский эффект романа: дескать, ни один мальчик не прочтёт его, не узнав очень много нового, и при этом «книга настолько занимательна и восхитительна, что ни один мальчик ни сразу, ни потом не поймёт, что она ещё и информативна». Откровенно восторженным был отзыв Джона Хаббертона, опубликованный в журнале Cosmopolitan: этот достаточно известный в то время американский писатель и журналист заявил, что выход «Михея Кларка» возвестил появление «нового великого автора исторических романов». Особое впечатление на американца произвела достоверность описания исторических реалий: он был убеждён, что если бы издательство не назвало произведение романом, то читатели однозначно приняли его за подлинные мемуары участника восстания Монмута. Столь правдоподобного, реалистического повествования от первого лица, по его мнению, не появлялось в литературе со времён «Робинзона Крузо». Отдельного панегирика от Хаббертона удостоилось описание Дойлом нравов и убеждений английских пуритан — настолько проникновенное, что, дескать, не будь Дойл католиком, его можно было бы заподозрить в приверженности описанным им религиозным воззрениям. Однако принадлежность автора к иной христианской конфессии позволяет, в понимании американца, говорить о наличии у него невероятной писательской честности, практически не имеющей аналогов в литературном мире.
Явно осознавая особенность читательской аудитории Cosmopolitan, Хаббертон прилагал усилия, чтобы развеять мнение о «Михее Кларке» как о сугубо мужском чтиве и привлечь к нему интерес женщин. Он писал:  
Другие романисты основывали свои произведения на событиях восстания Монмута, однако не смогли создать великих книг — вероятно, потому, что они работали по общепринятым лекалам исторического романа. Мистер Конан Дойл, автор «Михея Кларка», избежал их ошибки, отказавшись от их метода и проявив еще большую литературную ересь — почти полностью проигнорировав женщин. Несколько женщин появляется на его страницах, но ни одна из них не приближается к уровню героини. «Михей Кларк» это мужская история — если, конечно, принадлежность всех основных персонажей к мужскому полу делает книгу таковой, но тем не менее, женщины будут читать её с восторгом, поскольку каждый из тамошних мужчин является очень ярким персонажем, резко отличающимся от остальных.

Оригинальный текст (англ.)Other novelists have based stories on incidents of Monmouth's rebellion, and failed to make great books — probably because they worked on the conventional lines of the historical novel. Mr. Conan Doyle, the author of "Micah Clarke," has escaped their fault by ignoring their method, and by the still greater literary heresy of almost ignoring woman. Several women appear in his pages, but no one of them approaches the dignity of a heroine. Micah Clarke " is a man's story, — if to have all the prominent characters men makes such a book, — yet women will read it with delight, for each man is a very distinct character in himself, and appears in sharp contrast with the others.
Роман получил в США такой мощный резонанс, что когда несколько месяцев спустя в местных СМИ появилась реакция на следующее произведение Дойла «Знак четырёх», в вашингтонской National Tribune отмечали, что «для американской публики автор «Михея Кларка» не нуждается в представлении». А обозреватель New York Herald, предположил, что главный герой «Знака четырёх» Шерлок Холмс снискал «приличный спрос» именно благодаря популярности «Михея Кларка».
Положительные рецензии по обе стороны океана исчислялись десятками. Редкие отзывы наряду с высокими оценками содержали отдельные критические замечания, причём в основном достаточно сдержанные. Так, лондонская Saturday Review, признав «Михея Кларка» восхитительным, усомнилась, что новинка найдёт почитателей за пределами круга любителей исторических романов. Едва ли не единственную откровенно негативную рецензию выдал лондонский же журнал «Атенеум». Это консервативное издание, провозглашавшее своей целью «поднять литературный вкус у английской публики» и весьма скептически относившееся к приключенческому жанру в целом, придерживалось откровенно саркастического, пренебрежительного тона и ставило Дойлу в вину даже сам объём произведения: 
Никто не сможет назвать это произведение кратким или ёмким. Чтобы одолеть одно только название, уйдёт неделя... Михей Кларк — своего рода Джон Ридд, только родом из Хэванта. В юности он принимал участие в Западном восстании 1685 года и сражался за герцога Монмута. Это, хотя и глупо, но всё же простительно, однако в старости ему пришло в голову рассказать внукам о своих приключениях во время того восстания, и длиннота и унылость его рассказа едва ли могут быть превзойдены. Несомненно, мистер Дойл взялся писать в неудачный момент... Нам не кажется, что «Михей Кларк» мог бы когда-либо доставить много удовольствия или, вообще, что-либо, кроме огромной усталости... 
Оригинальный текст (англ.)No one can call it short or concise. The title along is a week's study... Micah Clarke is a sort of John Ridd, hailing from Havant. In his youth he took part in the Western rebellion of 1685, and fought for the Duke of Monmouth; this, though foolish, was excusable, but in his old age it occurred to him to relate to his grandchildren his adventures in the same rebellion, and the lengthiness and dreariness of his recital can hardly be surpassed. Doubtless Mr. Doyle writes at an unfortunate moment… It does not seem to us that Micah Clarke could at any time have given much pleasure, or, indeed aught but immense weariness…
В печати появилось ещё несколько критических оценок, однако, по воспоминаниям Дойла, все высказывавшиеся в них претензии касались не художественных достоинств романа, а излишне либерального — по мнению респондентов — подхода автора к рассмотрению религиозных вопросов. По утверждению писателя, именно единодушная благосклонность критиков к «Кларку», ставшая для него приятной неожиданностью, подвигла его в дальнейшем на работу над новым историческим романом, которым стал «Белый отряд», увидевший свет в 1891 году.

### Оценка Оскара Уайльда

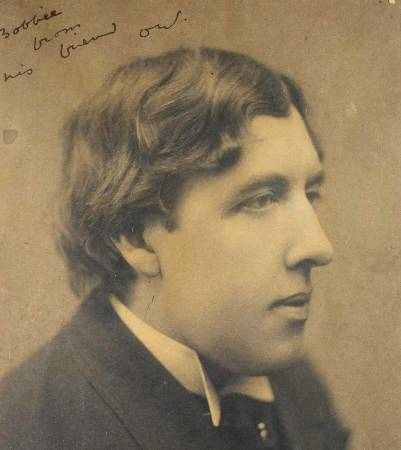
Оскар Уайльд в 1890 году — вскоре после знакомства с Конан Дойлом

В своих мемуарах Дойл подчёркивал, что особое значение для него имела оценка, данная его первому историко-приключенческому произведению Оскаром Уайльдом, который пользовался к тому времени большим авторитетом в британских литературных кругах. Обсуждение «Кларка» имело место при личном знакомстве двух писателей, которое состоялось 30 августа 1889 года благодаря Джозефу Маршаллу Стоддарту, американскому издателю, исполнительному директору популярного в то время филадельфийского журнала Lippincott's Monthly Magazine. Встречу, устроенную Стоддартом — ужин в ресторане фешенебельного лондонского отеля Лангхэм, на который, помимо двух писателей американец пригласил ещё и авторитетного ирландского политика, члена Палаты общин Томаса Джила — Дойл считал очень важной для своей дальнейшей писательской судьбы и называл «золотым вечером».
Литературоведы подтверждают, что эта встреча, действительно, имела большое значение для британской литературы, поскольку по её итогам Стоддарту удалось уговорить обоих писателей написать для открывавшегося им британского издания Lippincott's Monthly Magazine по произведению: в случае с Дойлом таким произведением стал «Знак четырёх», а в случае с Уайльдом — «Портрет Дориана Грея». В 2010 году по инициативе британского писателя, телеведущего и политика Джайлза Брандрета на внешней стене ресторана, где ужинала компания, была установлена мемориальная таблица с указанием, что состоявшаяся там 30 августа 1889 года встреча привела к написанию этих двух знаменитых литературных произведений.

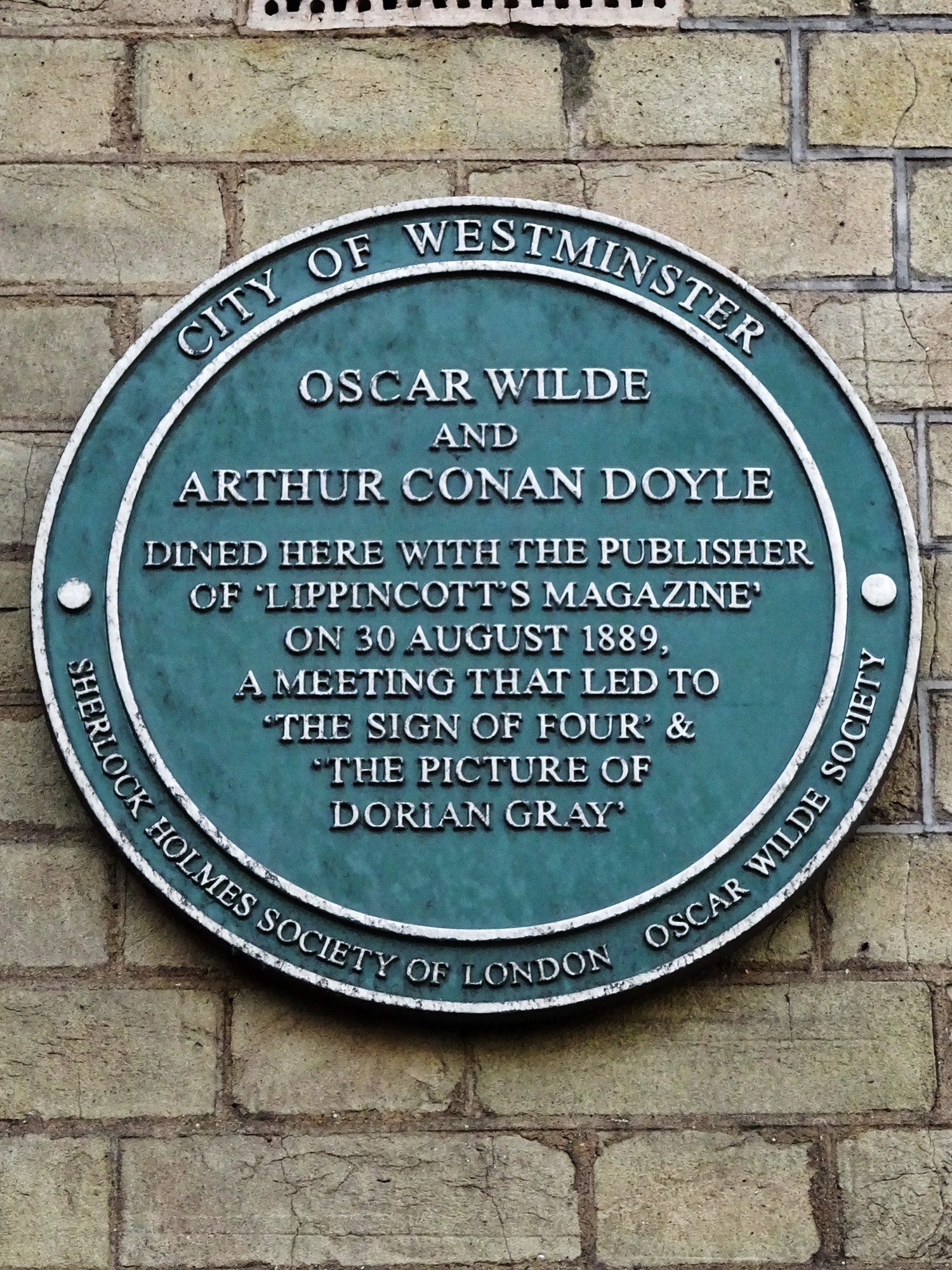
Мемориальная таблица, установленная в память о встрече с участием Конан Дойла и Оскара Уайльда 30 августа 1889 года в ресторане отеля Лангхэм

По воспоминаниям Дойла, он был приятно удивлён даже самим фактом того, что Уайльд читал «Михея Кларка», не говоря уже о том «энтузиазме», с которым об этом произведении отзывался его маститый коллега. На высокую оценку «Кларка» Уайльдом обращают внимания многие литературоведы, выражая уверенность, что она очень воодушевила Дойла и мотивировала его на дальнейшую работу в историко-приключенческом жанре. Вместе с тем, то обстоятельство, что уайльдовское мнение о романе известно лишь со слов Дойла, позволяет отдельным исследователям сомневаться в его достоверности. Так, скепсис в этом отношении высказывает американский историк литературы Дэниэл Сташоувер, однако его доводы носят откровенно умозрительный характер: дескать, сложно представить «архитипического викторианского эстета Уайльда с лилией в одной руке и с брутальным историческим эпосом Конан Дойла в другой». Ещё более натянутым выглядит его вывод о том, что раз уж одна из героинь уайльдовской пьесы «Как важно быть серьёзным» Леди Брэкнелл c большим пренебрежением отзывается об «ужасно сентиментальных трёхтомных романах», то и отношение самого Уайльда к объёмистым историко-приключенческим произведениям должно быть аналогичным.
Можно встретить утверждения — со ссылкой на воспоминания Дойла, что особую заинтересованность Уайльда вызвал образ одного из реальных исторических персонажей, выведенных в романе — барона Джорджа Джеффриса, который, занимая должность главного судья Англии и Уэльса, развернул масштабную кампанию репрессий против участников восстания. Более того, утверждается, будто бы впечатления от описанного Дойлом красивого, изящного мужчины, обладающего изысканными манерами, и при этом самовлюблённого, крайне высокомерного и жестокого, якобы способствовали формированию уайлдовского образа «падшего ангела», который тот вскоре воплотил в «Портрете Дориана Грея». Так, например, британская исследовательница в области истории культуры Диана Баршэм прямо называет Джорджа Джефриса Дорианом Греем. Однако в мемуарах самого Дойла не встречается упоминаний о впечатлении, произведённом образом барона Джефриса на Уайльда.

### Оценка самого Дойла
Сам Конан Дойл ценил «Михея Кларка» весьма высоко и отводил этому роману важное место в своём творческом наследии. Несмотря на то, что к моменту создания «Кларка» из под его пера, не считая небольших рассказов и очерков, уже вышло такое значительное по объёму и вызвавшее большой читательский интерес произведение, как «Этюд в багровых тонах», именно «Кларка», а не «Этюд» Дойл считал «первым прочным краеугольным камнем своей репутации». В своих воспоминаниях он признавался в вечной признательности Эндрю Лэнгу, рекомендовавшему «Кларка» к изданию, как к человеку, обеспечившему его «первое настоящее открытие для публики». В «Ювенилии» же он образно описал важную перемену в своей жизни, которую принёс успех «Кларка»:
Для меня открылась дверь в святилище муз, и теперь оставалось только находить что-то достойное того, чтобы вносить в неё.
Оригинальный текст (англ.)A door had been opened for me into the temple of the Muses, and it only remained that I should find something that was worthy of being borne through it.
Своими главными удачами в романе Дойл считал изображение домашнего быта пуритан и образ барона Джорджа Джеффриса, которому уделена значительная часть одной из последних глав «Кларка». По мнению автора, высказанному в 1924 году, к тому времени ни в одном из своих произведений он не превзошёл этих образов. При этом писателя тяготило получившее широкое распространение восприятие «Михея Кларка» как «литературы для мальчиков»: Дойл был убеждён, что эта книга в равной мере рассчитана на подростковую и на взрослую аудиторию. Позднее, как отмечают исследователи, аналогичная проблема возникала и с другими дойловскими историческими романами.

### Более поздние оценки исследователей
Место «Михея Кларка» в литературном наследии Конан Дойла достаточно высоко оценивают многие позднейшие исследователи, в том числе крупнейшие литературоведы и писатели. В их числе Энтони Бёрджесс, который отмечает великолепную проработку Дойлом исторических источников, благодаря которой, по его мнению, это повествование читается как настоящие воспоминания человека той эпохи, чем выгодно отличается от многочисленных работ подобного жанра — «стилизаций в манере исторического потрошителя корсажей». Более того, он полагает, что колоссальный опыт исторического расследования, приобретённый Дойлом в работе над «Кларком», открыл дорогу к построению той следственной методики, которой автор в последующих произведениях наделил Шерлока Холмса. Что касается «Этюда в багровых тонах» — предшествовавшего «Кларку» первого произведения о Холмсе, то его этот британский писатель считает более слабым, чем те, что последовали за романом о восстании Монмута. В этой связи Бёрджесс полагает, что чтение «Кларка» является полезной «прелюдией» для всякого, кто берётся за чтение холмсовского цикла. 
Большое значение «Михея Кларка» для развития писательского мастерства Дойла придаёт Оуэн Дадли Эдвардз, притом, что в его понимании, это произведение носит некоторый оттенок «несамостоятельности». Последнее, выражается в том, что роман, дескать, был написан под сильнейшим влиянием Томаса Маколея и Вальтера Скотта и представляет собой «дань уважения Дойла этим двум его вдохновителям» (Эдвардз даже считает, что некоторые выведенные в «Кларке» образы навеяны персонажами Скотта: например, Децимус Саксон ему видится «реинкарнацией» Дугалда Дальгетти из скоттовской «Легенды о Монтрозе» — такого же бывалого и циничного наемника). Этот ирландский историк литературы полагает, что «Кларк», создание которого было «знаменательным успехом» автора, вместе с последующими историческими произведениями Дойла обеспечил последнему репутацию лучшего исторического романиста со времен Скотта — по крайней мере, среди тех, кто пишет на английском языке. При этом, как и Бёрджес, он усматривает прямую связь между «Кларком» и холмсовским циклом Дойла, отмечая, что именно в своём первом историческом романе писатель наработал многие особенности своего уникального стиля, в полной мере проявившиеся уже в рассказах о Шерлоке Холмсе.
Великий Анри Пиррен сказал, что если бы не было Магомета, то не было бы и Карла Великого. А если бы не было Михея Кларка, то не было бы и Шерлока Холмса... До Михея Кларка Конан Дойл написал две-три выдающихся книги. А написав Михея Кларка, он стал выдающимся писателем.  
Оуэн Дадли Эдвардз
Оригинальный текст (англ.)If there had been no Mahomet, said the great Henri Pirenne, there would have been no Charlemagne. If there had been no Micah Clarke, there would have been no Sherlock Holmes...  Before Micah Clarke, Conan Doyle had written two or three great works. With Micah Clarke, he was a great writer.

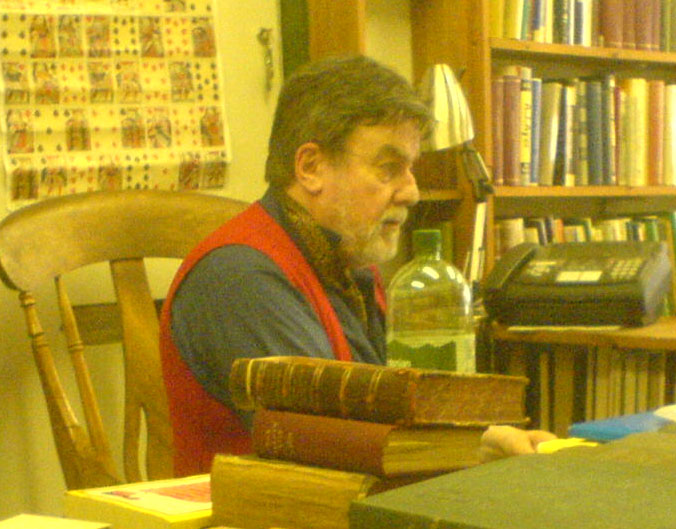
Дадли Эдвардс, Оуэн

Эдвардз придаёт особое значение религиозной составляющей сюжета романа, в которой, по его мнению в полной мере отразились духовные искания самого автора. В его понимании, эволюция религиозных воззрений Михея Кларка — его разочарование в радикальном протестантизме и осознание ценности веротерпимости — отображает постепенный отход самого Дойла от католицизма и превращение его в поборника свободы совести. При этом Эдвардз убежден, что в период написания «Кларка» Дойл ещё «частично в душе своей оставался католиком», переживал за будущее веры своих предков и не оставлял надежды на возможность некоторой её демократизации. Поэтому критику католицизма, вложенную в романе в уста многих персонажей-пуритан, он трактует как послание автора в адрес католического клира с указанием на необходимость преобразований ради сохранения привлекательности для общества.
Большое значение «Михею Кларку» в рамках писательской карьеры Дойла придаёт упоминавшаяся выше историк культуры Диана Баршэм, подробно анализируя это произведение в своей работе «Артур Конан Дойл и значение маскулинности» (англ. Arthur Conan Doyle and the Meaning of Masculinity). При этом она усматривает в романе множество скрытых мотивов, аллюзий и символов: от желания Дойла разобраться в истории своих предков и его сочувствии к обедневшим аристократическим родам до фрейдистской подоплеки религиозных разногласий Михея с отцом и толкования поражения мятежников в Седжмуре из-за отсутствия переправы через канал как аллегории кризиса религиозных взглядов и главного героя, прощающегося с идеалами радикального пуританства, так и самого автора, порывающего с католицизмом. Даже в подробном описания топкой, болотистой местности в Седжмуре британская исследовательница видит метафорическое описание Дойлом своей неуверенности в перспективах писательской карьеры. Кроме того, по мнению Баршэм, этот роман знаменовал важный рубеж в «этническом самосознании» Конан Дойла, родившегося и выросшего в Шотландии: дескать, в более ранних произведениях в писателе говорило преимущественно его шотландское начало, однако создавая «Михея Кларка», он глубоко погрузился в английскую историю и стал выступать в литературе от имени Шотландии и Англии одновременно, а затем «Лондон и вовсе сменил для него Эдинбург».

## Русские переводы и издания
Одним из первых переводных изданий произведения стало русское, увидевшее свет в 1906 году. Опубликованный в московском издательстве «Книжный магазин Д. П. Ефимова» роман получил название, не имевшее ничего общего с оригиналом: «Борьба за веру и свободу». В качестве подзаголовка на титульном листе значилось: «Исторический роман».
Автором русского перевода «Кларка» был Н. Д. Облеухов — видный общественно-политический деятель, один из лидеров черносотенного движения, снискавший в то же время немалый авторитет как издатель, публицист, журналист и литературный переводчик. Текст романа предваряла достаточно большая вступительная статья его авторства, в которой излагалась предыстория восстания Монмута: рассказывалось, в частности, о становлении протестантизма в Англии, о реставрации Стюартов, усилиях Якова II по восстановлению официального статуса католицизма и о социально-политической обстановке, сложившейся в стране на момент мятежа. Кроме того, Облеухов дал характеристики основным историческим персонажам, выведенным в романе. Описывая всех ведущих соратников Монмута в весьма критическом ключе как «авантюристов, политиканов и провокаторов», он подчеркивал, что автор изрядно идеализировал этих людей. В то же время, созданный Дойлом крайне негативный образ главного судьи Джеффриса представлялся Облеухову вполне соответствующим действительности.

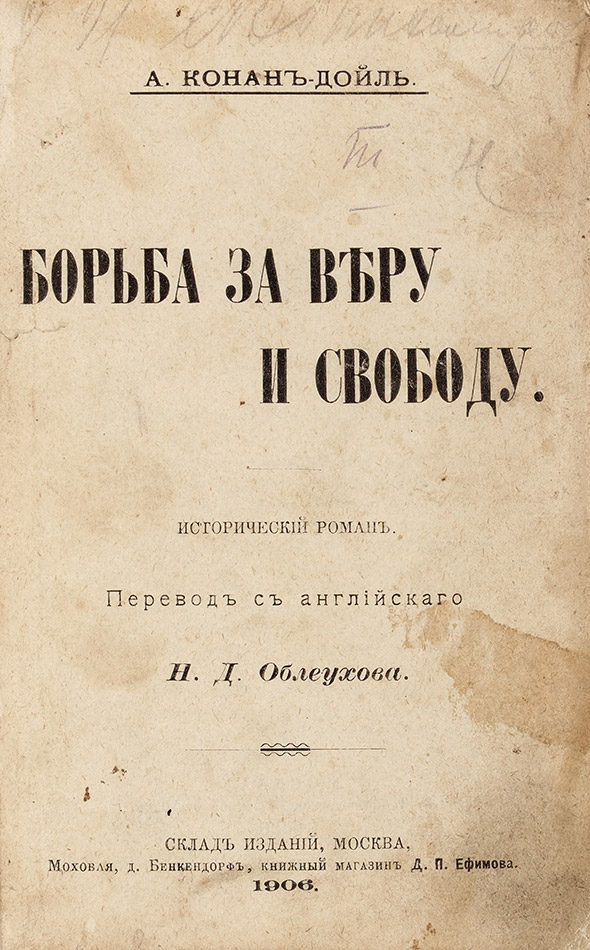
Титульный лист первого русского издания романа, получившего в переводе Н. Д. Облеухова название «Борьба за веру и свободу»

Заметной чертой облеуховского перевода «Кларка» стала «русификация» личных имён персонажей: многие из них, хотя и не все, даются не путём транслитерации оригинальных английских имён, а путём воспроизведения канонических имён соответствующих святых в православии. В результате главный герой романа и его отец, которых в привычном для современного читателя написании звали бы Мика либо Майка (англ. Micah) и Джозеф (англ. Joseph), стали Михеем и Иосифом, а других действующих лиц зовут Рувим (англ. Reuben — в современном написании Рубен), Гервасий (англ. Gervas — Джервас), Григорий (англ. Gregory — Грегори), Иаков (англ. Jacob — Джейкоб), Сила (англ. Silas — Сайлас). При этом Джон, например, не превращается в Ивана, Томас — в Фому, а Мэри — в Марию. Кроме того, для романа характерно архаичное написание некоторых фамилий, титулов и географических названий: так, главный из исторических персонажей, выведенных в романе, известный современным россиянам как герцог Монмут, именуется Монмаузом, его соратник герцог Аргайл — Арджилем, графство Уилтшир — Вельдширом.
В 1908 году «Борьба за веру и свободу» была вторично выпущена заведением Д. П. Ефимова, а год спустя роман в том же облеуховском переводе с сохранением его вступительной статьи был издан в санкт-петербургском издательстве П. П. Сойкина в составе 22-томного полного собрания сочинений Конан Дойла, которое служило бесплатным приложением к популярному еженедельному журналу «Природа и люди». В этом собрании сочинений произведение заняло два тома — пятый и шестой, при этом его название было изменено в пользу максимального соответствия с дойловским оригиналом — роман именовался «Михей Кларк».
В советское время роман издавался лишь единожды — в 1928 году в Госиздате. При этом облеуховский перевод был подвергнут редакции и сокращениям переводчиком и литератором Леонидом Тютрюмовым, а «сойкинское» название «Михей Кларк» было изменено на «Приключения Михея Кларка». Вступительная статья Облеухова не воспроизводилась.
В постсоветской России роман издавался не менее полутора десятков раз: в основном в составе собраний сочинений, реже — отдельными изданиями. Было сделано несколько новых переводов, однако в абсолютном большинстве случаев произведение выходило в переводе Облеухова, который иногда подвергался редакции других переводчиков, как правило, без облеуховской вступительной статьи. Чаще всего воспроизводилось советское название 1928 года «Приключения Михея Кларка», но в ряде случаев название претерпевало различные изменения, связанные преимущественно с модификацией написания имени главного героя: выходили «Приключения Майкаха Кларка», «Приключения Мика Кларка» и «Приключения Мики Кларка». В одном из отдельных изданий роман, получивший название «Майках Кларк», был разделён на две части, озаглавленные, соответственно, «Приключения Майкаха Кларка» и «Одиссея капитана Кларка».

## Радиопостановки
В Великобритании «Михей Кларк» стал основой нескольких радиопостановок BBC. Самая ранняя из них, одноактная, относится к 1937 году. В 1966 году был поставлен радиоспектакль в семи частях, роль главного героя в которой исполнял актёр Брайан Джексон, Децимуса Саксона — Патрик Траутон, Рувима Локарби — Дэвид Джексон, Иосифа Кларка — Норман Тиррелл. В 1985 году вышла радиопостановка в пяти частях, роль Кларка в которой исполнял Мартин Рид, Децимуса Саксона — тот же Патрик Траутон, что и в постановке 1966 года, Рувима Локарби — Джеймс Брюс, Иосифа Кларка — Николас Кортни.